# Microhydromys richardsoni
Microhydromys richardsoni là một loài động vật có vú trong họ Chuột, bộ Gặm nhấm. Loài này được Tate & Archbold mô tả năm 1941.